# Obywatelska Partia Konserwatywna
Obywatelska Partia Konserwatywna (słow. Občianska konzervatívna strana, OKS) – słowacka konserwatywna partia polityczna założona w 2001. OKS należy do Partii Europejskich Konserwatystów i Reformatorów.

## Historia
OKS została założona przez dawnych członków Partii Demokratycznej, wśród których znaleźli się m.in. Peter Tatár, František Šebej, Peter Osuský i Juraj Lang, związani z jej konserwatywnym skrzydłem. Ugrupowanie zostało zarejestrowane przez MSW 7 grudnia 2001.
OKS opowiedziała się za członkostwem Słowacji w NATO i Unii Europejskiej, jednak zarazem przeciwko biurokratyzacji tej ostatniej. Wystąpiła z programem wolnorynkowym, domagając się ograniczenia roli państwa w gospodarce oraz kontynuacji prywatyzacji. Opowiedziała się za reformą administracji publicznej, służby zdrowia i szkolnictwa. W dziedzinie społecznej domagała się poszanowania dla praw jednostki oraz dla tradycyjnych wartości.
W 2001 na przewodniczącego ugrupowania został wybrany Peter Tatár, zaś jego zastępcami zostali František Šebej, Peter Osuský, Juraj Lang i René Bílik. Od 2007 funkcję przewodniczącego pełnił Peter Zajac. W 2012 zastąpił go Ondrej Dostál.
Partia bez powodzenia ubiegała się o mandaty w wyborach parlamentarnych 2002 i 2006, uzyskując odpowiednio 0,32% i 0,27% głosów. W wyborach do Parlamentu Europejskiego w 2004 zebrała 1,00% głosów, zaś w 2009 – 2,10% (w koalicji z KDS). W wyborach w 2010 przedstawiciele OKS kandydowali z listy ugrupowania Most-Híd, uzyskując 4 mandaty w Radzie Narodowej. Jesienią 2011 OKS zerwała współpracę z Most-Híd. František Šebej opuścił wówczas OKS. W 2012 partia utraciła reprezentację parlamentarną – Peter Osuský przeszedł do Wolności i Solidarności, OKS nawiązała współpracę wyborczą ze Zwyczajnymi Ludźmi, ostatecznie jej liderzy zrezygnowali ze startu wyborach z ramienia tego ugrupowania. W 2016, 2020 i 2023 Ondrej Dostál był wybierany na posła z ramienia Wolności i Solidarności.